# Frontiere selvagge
Frontiere selvagge (Trail Street) è un film del 1947 diretto da Ray Enright.

## Trama
Nella cittadina di Liberal, nel Kansas, da quando non c'è più lo sceriffo sono venuti a creare dei contrasti tra gli agricoltori e dei mandriani riguardo all'utilizzo delle terre; i primi intendono coltivarle, mentre i secondi tentano con ogni mezzo di far sì che i proprietari terrieri emigrino, servendosi di violenti banditi che infondono terrore sui cittadini e distruggono i magri raccolti che la siccità concede facendo attraversare le terre da ingenti mandrie di bestiame.
A ristabilire l'ordine nella cittadina è chiamato il celebre Bat Masterson, che ne diviene il nuovo sceriffo.

## Produzione
Il film narra le gesta di Bat Masterson, un giurista e giornalista statunitense che nella seconda metà del XX secolo divenne un celebre e apprezzato sceriffo di diverse cittadine del West.

### Luoghi delle riprese
Pur essendo ambientato nel Kansas le riprese furono effettuate in California, in particolare ad Agoura, Newhall e nella proprietà terriera della RKO a Encino.